# Balkanveldtocht
De Balkanveldtocht tijdens de Tweede Wereldoorlog bestond uit de Duitse en Italiaanse aanval op Griekenland en Joegoslavië.

## Achtergrond
De territoriale integriteit van Albanië werd gegarandeerd op de Vredesconferentie van Parijs in 1919, nadat de Amerikaanse president Woodrow Wilson een plan van de Europese mogendheden afkeurde om Albanië onder zijn buurlanden te verdelen.
Met de complete ineenstorting van de Ottomaanse en Oostenrijks-Hongaarse keizerrijken na de Eerste Wereldoorlog keken de Albanezen naar Italië voor bescherming tegen op uitbreiding gezinde buurlanden.
Na 1925 probeerde Benito Mussolini echter om steeds meer controle over Albanië te verwerven.
In 1928 werd Albanië een koninkrijk onder Zog I, een conservatieve moslim clanhoofd en voormalig eerste minister.
Zog slaagde er niet in om de toenemende inmenging van Italië in de binnenlandse Albanese aangelegenheden tegen te houden.
In april 1939 bezetten Mussolini's troepen Albanië, zetten Zog af, en annexeerden het land (Italiaans protectoraat Albanië).

## Grieks-Italiaanse Oorlog

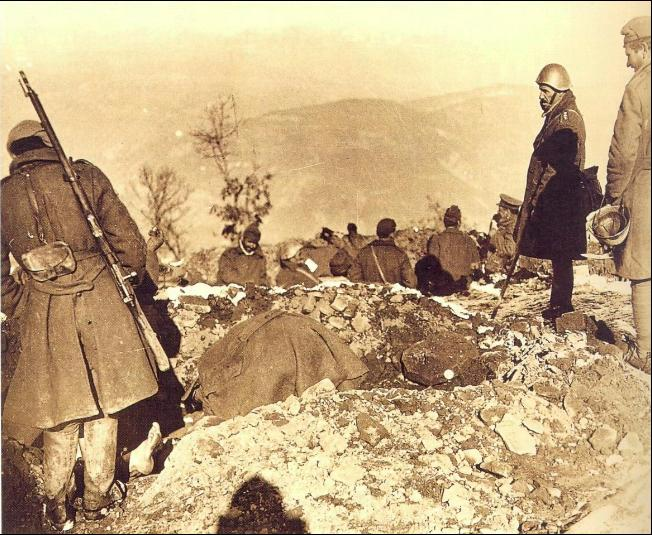
Griekse soldaten leggen loopgraven aan bij de rivier Kalamas in maart 1939

Op de avond van 28 oktober 1940 overhandigde de Italiaanse ambassadeur in Athene een ultimatum aan de nationaalsocialistisch gezinde Griekse dictator Metaxas. Italië had reeds een belangrijk deel van het Italiaanse leger aan de Albanees-Griekse grens geconcentreerd.
De Duce eiste grote concessies van Griekenland, met de dreiging van oorlog als deze niet ingewilligd werden.
Metaxas was van oorsprong Duitsgezind geweest. Hoewel het uitbreken van de Tweede Wereldoorlog hem gedwongen had een ruk naar Engeland te maken. Toch waren zijn banden met nazi-Duitsland goed gebleven. Metaxas antwoordde met een duidelijk "Nee". De Griekse bevolking meldde zich massaal bij het leger. Premier Metaxas had, ondanks zijn pro-Duitse houding, rekening gehouden met de mogelijkheid van oorlog. Langs de Bulgaars-Griekse grens was de Metaxaslinie aangelegd. Het Italiaanse leger viel aan van 28 oktober tot 13 november 1940, maar werd tegengehouden, waarop het Griekse leger van 14 november 1940 tot 8 maart 1941 een tegenaanval deed die hen tot in Albanië bracht. Zo werden op 19 november de Italiaanse troepen over de rivier de Kalamas teruggedreven, terwijl op 4 december Griekse troepen Premeti en de Albanese havenplaats Sarandë bezetten. Hierop onthief Mussolini op 6 december de chef van de generale staf, maarschalk Badoglio, van zijn post.
Op 13 januari 1941 sloeg Griekenland nog een Brits aanbod tot het zenden van troepen af, maar op 8 februari werden de onderhandelingen hierover hervat. Op deze datum tekende Bulgarije ook een overeenkomst met Duitsland voor het doorlaten van Duitse troepen voor een aanval op Griekenland.
Op 24 februari keurde het Engelse kabinet het zenden van Britse troepen naar Griekenland goed.
Duitsland benaderde ook Turkije over deelname, maar de Turkse president Ismet Inönü liet op 15 maart weten vastbesloten te zijn neutraal te blijven.
Van 9 maart tot 5 april voerde Italië een nieuwe aanval uit, die echter vastliep op de Griekse verdediging.
Twee dagen daarvoor, op 7 maart, waren de eerste van 50.000 man Britse troepen op Griekse bodem geland.
De Duce riep Duitsland te hulp.

## De aanval op Joegoslavië

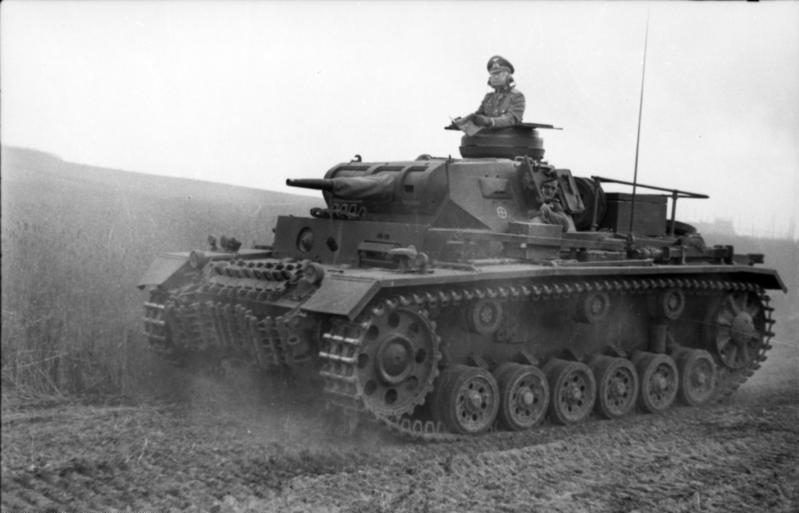
Een Panzer III rijdt Joegoslavië in vanuit Bulgarije

Bevel 25, oftewel Führerweisung 25, was het plan om koninkrijk Joegoslavië aan te vallen en te verslaan.
De Duitse aanval op Joegoslavië kwam voort uit de Italiaanse afgang in Griekenland.
Hitler voelde zich gedwongen zijn mediterrane bondgenoot te hulp te komen.
Zijn voorbereiding voor de aanval op de Sovjet-Unie maakte echter dat hij de voorkeur gaf aan diplomatieke middelen boven het directe gebruik van militaire middelen.
Op 9 maart stelde de Duitse ambassadeur een ultimatum aan de Joegoslavische regering. Op 25 maart ondertekende Joegoslavië hierop onder druk het driemogendhedenpact tussen Duitsland, Italië en Japan. Joegoslavië had hierin slechts minimale concessies hoeven te doen en tekende vanuit een ongunstige onderhandelingspositie daar het economisch afhankelijk van Duitsland was en omringd was door vijandig gezinde buurstaten. Deze ondertekening leidde desalniettemin tot veel weerstand binnen Joegoslavië, en 2 dagen later werd prins-regent Paul van Joegoslavië afgezet. De 17-jarige Peter werd meerderjarig verklaard en besteeg hierop de troon als Peter II.
Hitler zag (volgens zijn latere redevoering op 11 december 1941) in deze revolte de hand van Rusland en, deels, Engeland. Om die reden ondertekende Hitler nog dezelfde dag Führerweisung nr.25 voor de aanval op Joegoslavië en Griekenland. Terwijl de voorbereidingen voor de aanval op de Sovjet-Unie in volle gang waren, stelde het Duitse oppercommando in 8 dagen een plan op voor de aanval op Joegoslavië. Overigens wilde de Kroatische Boerenpartij slechts met de nieuwe regering samenwerken indien alsnog tot het Driemogendhedenpact werd toegetreden. De regering ging hiermee akkoord en zo werd de eigenlijke reden van de coup terzijde gesteld. Toch weigerde Hitler zijn aanvalsvoorbereidingen te staken: zelfs als Joegoslavië zich volledig loyaal toonde, moest het als vijand beschouwd worden en worden vernietigd. Ook een niet-aanvalsverdrag tussen Joegoslavië en de Sovjet-Unie bracht geen soelaas: de Sovjet-Unie deed niets om Joegoslavië te helpen.
Op papier was het Joegoslavische leger redelijk sterk: 500.000 man, en dit aantal kon worden uitgebreid tot bijna een miljoen. Het Joegoslavische bergland vormde een uitstekend terrein voor een langdurige verdediging.
De slechte wegen zouden de manoeuvreerbaarheid en inzetbaarheid van tanks belemmeren.
Op 6 april besloot Hitler om op basis van dit plan Joegoslavië en Griekenland aan te vallen.
Duitsland verklaarde de oorlog, en terwijl Duitse pantsereenheden en troepen de Joegoslavische grens passeerden, voerde de Luftwaffe in de vroege morgen een grote aanval op Belgrado uit.
Hierbij werd het commandocentrum van het Joegoslavische leger volkomen verwoest.
Hoewel een aantal officieren ontsnapten en in een buitenwijk van de hoofdstad een nieuw commandocentrum opzetten, was er vanaf dit bombardement feitelijk geen coördinatie meer binnen het Joegoslavische leger.
17.000 inwoners van Belgrado vonden de dood bij dit bombardement. Hoewel dit de Duitsers tactische en strategische voordelen bood waren die bijkomstigheden: hoofddoel was het 'straffen' van Joegoslavië. Het bombardement had dan ook als codewoord Unternehmen Strafgericht (Operatie Strafgerecht).
Ondanks dit gebrek aan coördinatie trok een Joegoslavisch legerkorps in het zuidwesten Albanië binnen. Dit was afgesproken met de Grieken, door het elimineren van het Italiaanse front zou een partij uit de oorlog gezet worden. De Joegoslaven rukten inderdaad op in Albanië, maar de opmars op dit front werd ingehaald door de Duitse opmars. De Duitse legers waren in drie aanvalscolonnes gegroepeerd: De 1e pantsergroep viel vanuit Bulgarije aan. Het 2e leger onder generaal Maximilian von Weichs viel aan vanuit het noorden, en het 12e leger onder veldmaarschalk Wilhelm List vanuit het oosten.
De eerste twee dagen viel de 1e Pantsergroep onder Ewald von Kleist niet aan, omdat niet alle belangrijke eenheden in Bulgarije aanwezig waren. Vanuit Bulgarije doorbrak de 1e Pantsergroep op 8 april de Joegoslavische verdediging bij Pirot. De verdediging werd hier gevoerd door het Joegoslavische 5e leger. De Duitsers braken reeds op de eerste dag van hun aanval door de Joegoslavische verdediging heen, waarop de Joegoslavische commandant besloot terug te trekken op Morava. Deze terugtrekking werd echter ingehaald door de Duitse inname van Niš op 9 april. Van hieruit lag de weg naar Belgrado open.
Het Duitse 2e Leger viel aan over de Joegoslavische noordgrens. Zij hadden hun aanval op 10 april gepland staan. Op 1 april vielen zij reeds in opdracht van het Duitse opperbevel de brug bij Bares en de spoorbrug bij Koprivnica aan. Tegen de avond van 6 april had gebrek aan Joegoslavische weerstand de legerleiding ervan overtuigd dat de Joegoslaven geen groot verzet aan de grens zouden bieden. Het Joegoslavische leger in dit gebied bestond voor een belangrijk deel uit Kroaten. Velen hiervan zagen de Duitsers als bevrijders van hun Servische onderdrukkers, en weigerden tegen de Duitsers te vechten. Op 10 april staken de Duitsers de Drava-brug bij Bares over. Het uiteenvallen van het Joegoslavische leger had toen reeds grote vormen aangenomen. Ondanks de slechte wegen konden de Duitsers hierdoor snel oprukken. Op 12 april werd Belgrado van drie kanten ingenomen. Hierna rukten de Duitsers op naar Sarajevo, dat op 14 april werd ingenomen. Op 18 april, 12 dagen na het begin van de strijd, werd een wapenstilstand gesloten.
In Kroatië zag Ustašaleider Ante Pavelic zijn kans schoon en riep op 10 april 1941 de Onafhankelijke Staat Kroatië uit. Op dat moment telde zijn ondergrondse beweging rond de 300 personen; de meeste Kroaten steunden de Boerenpartij en namen de Ustaše niet serieus. Dit veranderde nu Duitsland en Italië (opnieuw) de Ustaše gingen steunen nu ze in oorlog waren met de wettige regering. De beweging groeide snel door een toestroom van carrièrejagers, opportunisten en pragmatici die dachten dat deze nieuwe staat duurzaam was.
In Joegoslavië bevond zich verder een Volksduitse minderheid, die ontevreden was over het feit dat ze na het uiteenvallen van Oostenrijk-Hongarije in een Slavische staat moesten leven en hun voorkeurspositie kwijt waren. In een aantal gevallen keerden Volksduitsers zich tegen de regering en verleenden steun aan de Duitse invallers.
De Duitsers verloren 558 man. De Joegoslavische verliezen waren veel hoger; de Duitsers maakten 340.000 krijgsgevangenen.
Het Joegoslavische leger capituleerde snel. Veel soldaten deserteerden na de overgave en zetten als Četniks of partizanen hun verzet in de bergen voort.

## Operatie Marita

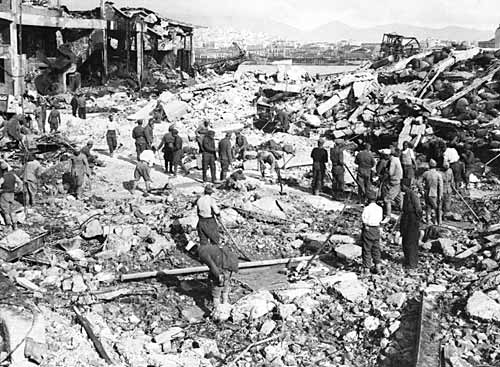
Piraeus na een Duits bombardement

Operatie Marita was het Duitse plan voor de verovering van Griekenland.
Terwijl een Duitse divisie de Griekse Metaxaslinie langs de Grieks-Bulgaarse grens frontaal aanviel, trok een veel grotere Duitse legermacht door Joegoslavië om de Metaxaslinie heen.
Op 9 april gaf de Metaxaslinie zich over. De Duitse tanks trokken door Joegoslavië ook op richting Albanese grens.
Ook de stad Saloniki geeft zich op deze dag over.
De Griekse en Commonwealth-strijdkrachten trokken zich zo goed mogelijk terug.
Van 14-18 april volgde de Slag bij Olympus.
Op 19 april trokken Bulgaarse eenheden door de overgegeven Metaxaslinie Griekenland binnen.
Op 20 april moest het Griekse Epirus-leger zich ingesloten overgeven.
De Griekse regering evacueerde op 22 april naar Kreta.
Het Griekse leger in Thessalië capituleerde op deze dag.
Op 24 april doorbraken de Duitsers deze door de Engelsen verdedigde stelling bij Thermopylae (Slag bij Thermopylae).
Hierna volgde onmiddellijk Operatie Demon, in de periode 24-29 april werd de evacuatie van Engelse troepen uit Griekenland uitgevoerd. Op 27 april werd de swastika op de Acropolis gehesen.
Dit betekende voor de Grieken echter geen overgave.
Op 29 april bereikten de Duitsers de zuidkust van de Peloponnesus, de dag daarna eindigden de vijandelijkheden.
Het aantal Griekse slachtoffers als doden en gewonden is niet bekend. De Duitsers maakten 270.000 Grieken krijgsgevangen.
De Britten verloren 11.840 man uit een totale strijdmacht van 53.000 man, met name in de laatste drie dagen.
De Duitse verliezen bedroegen 1100 doden en 4000 gewonden en vermisten.

## Aanval op Kreta

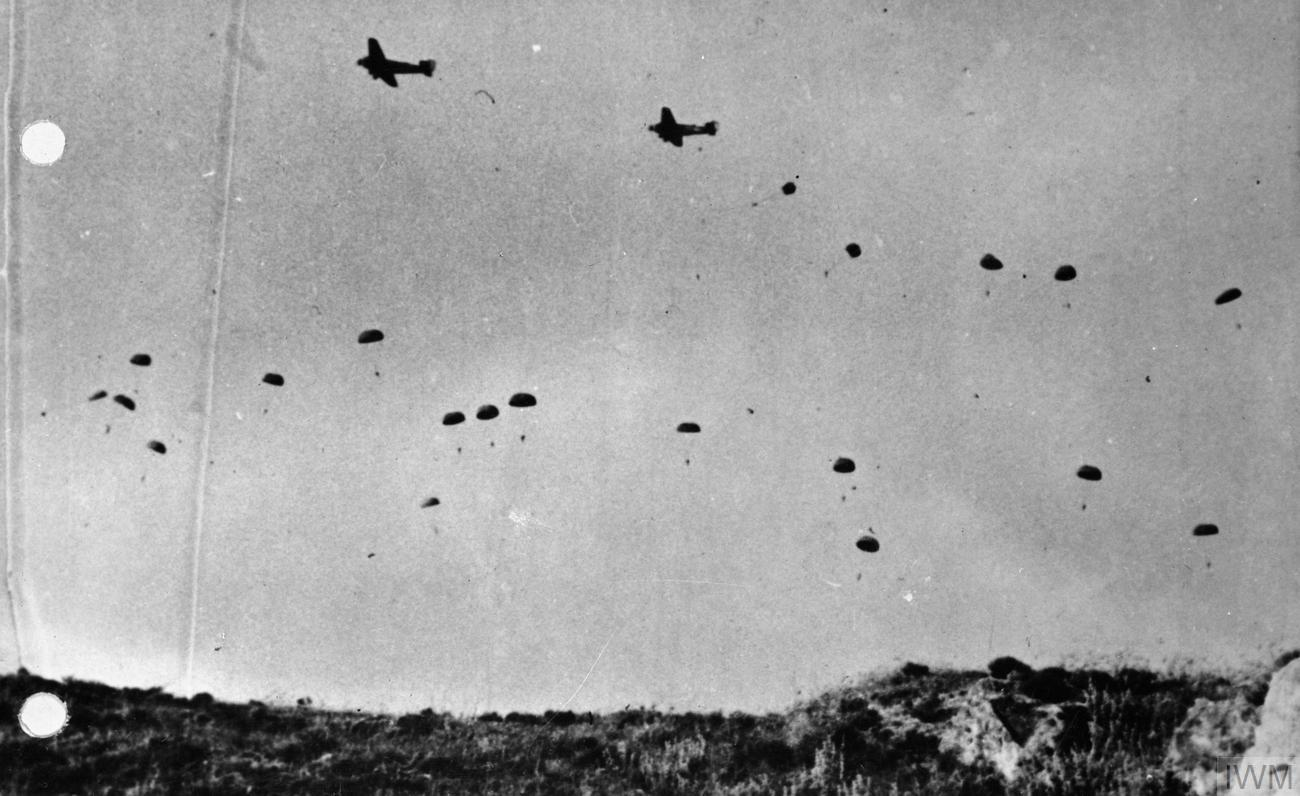
Duitse parachutisten springen uit Junkers Ju 52 boven Kreta

Na de nederlaag op het Griekse vasteland trokken de Commonwealth-troepen en een klein deel van de Griekse troepen zich terug naar het eiland Kreta.
Omdat de Britse marine een overwicht in de Middellandse Zee had, besloten de Duitsers tot een luchtaanval op Kreta. De aanval slaagde, maar ten koste van zware verliezen onder de Duitse paratroepen.

## Lessen uit de oorlog
1. Vanuit politiek en militair oogpunt was de aanleiding - de Italiaanse aanval op Griekenland - een blunder, daar het de Grieken in het geallieerde kamp dreef en de Britten een excuus voor interventie gaf.
2. De slechte prestaties van de Italiaanse strijdkrachten wordt vaak verweten aan een slecht moraal. Echter een slechte uitrusting behoort eveneens tot de oorzaken - in de winter deden zich onder de Italianen veel bevriezingsverschijnselen voor. De organisatie wordt wel als reden genoemd (een Italiaanse divisie telde slechts twee regimenten), maar de Italianen hadden meer artillerie dan de Grieken. Een andere mogelijke oorzaak was de bemoeizucht van Mussolini en diens beslissing om in een ongunstig seizoen onder ongunstige omstandigheden en met minimale voorbereidingen een oorlog te beginnen. 
Generaal Sebastiano Visconti Prasca schreef het falen toe aan persoonlijke agenda's, slechte organisatie, corruptie en gebrek aan samenwerking.
3. De grote verliezen bij de luchtlandingsoperatie op Kreta (de tweede keer na de mislukte landing bij Den Haag) leidden ertoe dat de Duitsers geen luchtlandingsoperaties meer inzetten. De geallieerden waren echter onder de indruk en zouden later in de oorlog met succes luchtlandingsoperaties toepassen.
4. De Engelse interventie was waarschijnlijk een grove fout. Allereerst verschafte het Hitler een excuus voor een aanval. De Duitse interventie frustreerde de Griekse strategie. De Engelse strijdmacht was ook niet in staat de Duitse aanval te stoppen of zelfs maar ernstig te vertragen. Het vertrek van deze troepen uit Noord-Afrika zorgde dat Rommel tijd kreeg in Noord-Afrika zijn Afrika Korps op te bouwen.
5. De Griekse verdediging heeft mogelijk beslissend bijgedragen aan de eindoverwinning van de Tweede Wereldoorlog doordat het de aanval op de Sovjet-Unie vertraagde.
Hitlers stafchef Generaal-Veldmaarschalk Keitel verklaarde op het Proces van Neurenberg:

"De ongelooflijk taaie weerstand van de Grieken vertraagde de campagne tegen Rusland met twee maanden. Zonder deze vertraging zou de uitslag van de gevechten op het oostelijk front en de uitslag van de oorlog anders zijn geweest, en zouden de beschuldigers van vandaag hier de beschuldigden zijn geweest."
Hitler verklaarde:
"De deelname van Italië aan de oorlog bleek voor ons catastrofaal. Hadden de Italianen niet Griekenland aangevallen en onze hulp nodig gehad, dan had de oorlog een ander verloop gehad. We hadden de tijd gehad om Moskou en Leningrad in te nemen voor de Russische winter inzette."
 Bovendien liep veel materieel ook slijtage en averij op en kon daardoor niet meer optimaal benut worden.
Anderen, onder wie Basil Liddell Hart, beweren dat het weer en niet de Griekse verdediging de aanval op Rusland hebben vertraagd.

## Eenheden

### Duitse eenheden
- 2e leger onder Generaal Maximilian von Weichs zu Glon.
  - 49e Bergkorps, Generaal Ludwig Kübler
  - 51e Legerkorps, Generaal Hans-Wolfgang Reinhardt
  - 46e Legerkorps (gemotoriseerd/pantser), Generaal Heinrich von Vietinghoff
  - 52e Legerkorps, Generaal Kurt von Briesen (reserve)
- 12e leger, Generaal-Veldmaarschalk Wilhelm List.
  - 40e legerkorps (gemotoriseerd), Generaal Georg Stumme
  - 18e Bergkorps, Generaal Franz Böhme
  - 30e Legerkorps, Generaal Otto Hartmann
  - 50e Legerkorps, Generaal Georg Lindemann (reserve)
- Pantsergroep 1, Generaal Ewald von Kleist.
  - 14e Legerkorps (gemotoriseerd/pantser), Generaal Gustav von Wieterscheim.
  - 41e Legerkorps (gemotoriseerd/pantser), Generaal Georg-Hans Reinhardt.
  - 11e Legerkorps, Generaal Joachim von Kortzfleisch.

### Italiaanse eenheden
- 2e Italiaanse leger (Joegoslavische noordwestgrens)
  - 5e Italiaanse korps
  - 6e Italiaanse korps
  - 11e Italiaanse korps
- 9e Italiaanse leger (Albanië)
- 11e Italiaanse leger (Albanië)
(Onvolledig)

### Griekse eenheden
Opperbevelhebber: generaal (later veldmaarschalk) Alexander Papagos
- 1e leger (Albanië)
  - 1e Griekse legerkorps
  - 2e Griekse legerkorps
  - 3e Griekse legerkorps
- 2e leger (Bulgaarse grens)
(Onvolledig)

### Gemenebest-eenheden
- - 6e Australische divisie Majoor Generaal Iven Mackay,
  - 2e Nieuw-Zeelandse divisie Majoor Generaal Sir Bernard Freyberg
  - 1e Britse pantser brigade
(onvolledig)

### Joegoslavië
- 4e Joegoslavische leger (noordgrens)
- 5e Joegoslavische leger (Bulgaarse grens)
- 7e Joegoslavische leger (noordwest grens met Italië)
(onvolledig)